# White Settlement, Texas
White Settlement là một thành phố thuộc quận Tarrant, tiểu bang Texas, Hoa Kỳ. Năm 2010, dân số của xã này là 16116 người.

## Dân số
- Dân số năm 2000: 14831 người.
- Dân số năm 2010: 16116 người.